# カラビニエリ

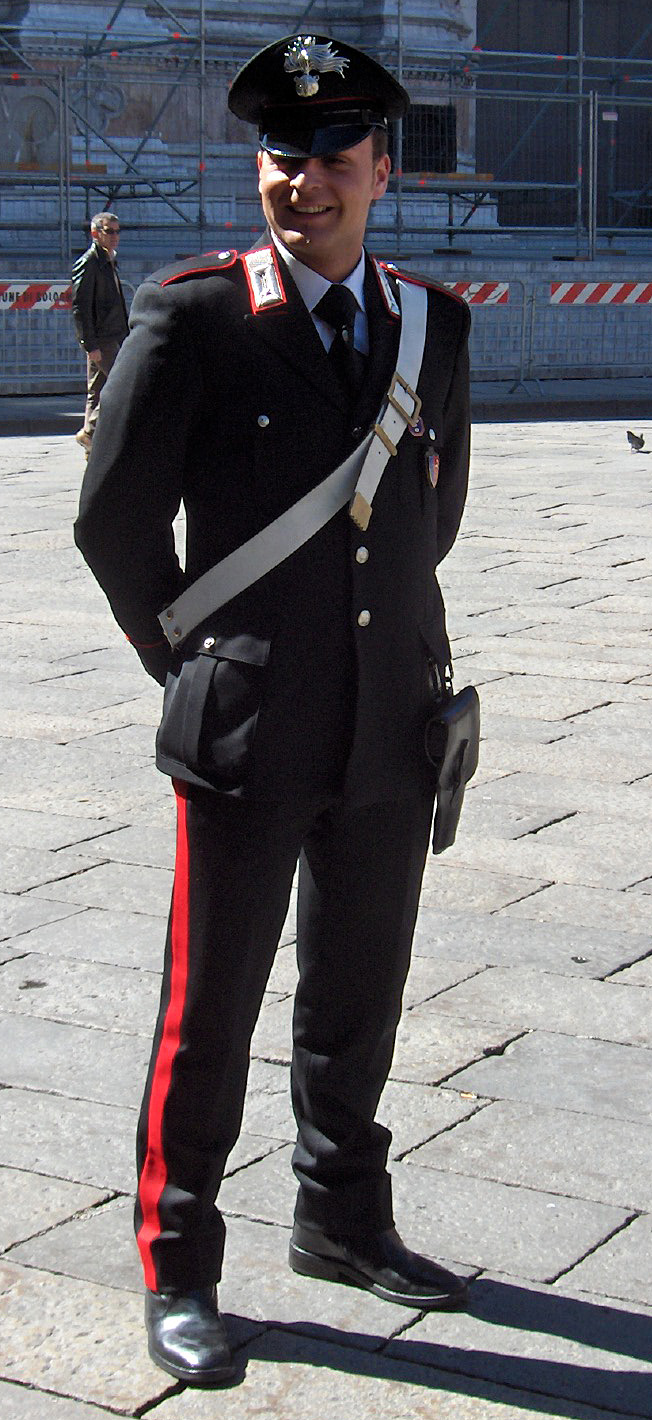
通常の制服姿の隊員 左肩の肩章に通している白ベルトは、背中に回る部分に箱型の鞄が下げられている。拳銃のホルスターは左腰に装着されるクロス・ドロー方式

カラビニエリ（イタリア語: Carabinieri、正式名称: Arma dei Carabinieri）は、イタリアの国家憲兵隊。イタリア軍及びイタリア警察の一部である。

## 概要
陸軍、海軍、空軍と並びイタリア軍を構成する4軍のひとつ。単純に「軍（l'Arma）」と呼称される事もある。
治安維持機関でもあり、平時にはイタリアの警察機構の一部として、国家警察（Polizia di Stato）や財務警察（Guardia di Finanza）などとともに警察活動を行う。有事には憲兵および戦闘部隊として機能する。人員は約11万名。

## 名称
カラビニエリは元来「騎兵隊」と言う意味である（「騎兵銃」や「騎銃」と訳されるカービン銃と同じ語源を持つ）。
王政時代に Corpo dei Carabinieri Reali として設立され、その後に Arma dei Carabinieri Reali と改称された。共和政移行後、現在の名称となった。日本語では単にカラビニエリと呼ばれ、英語でもカラビニエリとそのまま呼ばれるが、あえて訳せば「Carabineers」となる。
Arma dei Carabinieri は、「国家治安警察隊」、他に「警察軍」、「憲兵隊」、「軍警察」などとも訳される。

## 歴史
カラビニエリは元来1814年にピエモンテ州に於いて、サルデーニャ王国国王ヴィットーリオ・エマヌエーレ1世により設立されたのが興りである。
カラビニエリは騎兵隊と言う意味である。これはフランス王国の憲兵隊（後のフランス国家憲兵隊）を模範とした先鋭部隊であり、それまでは事実上警察としての機能を果たしていた「サルデーニャ竜騎兵隊（Dragoni di Sardegna）」に代わるものだった。

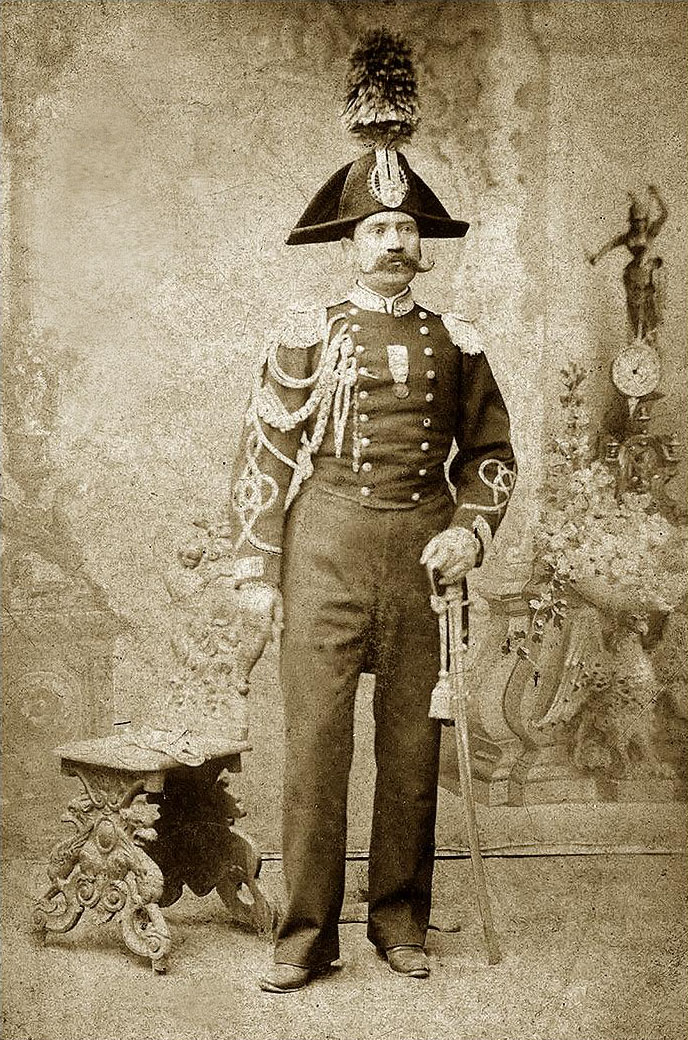
1875年の制服。現在の礼装に酷似している。
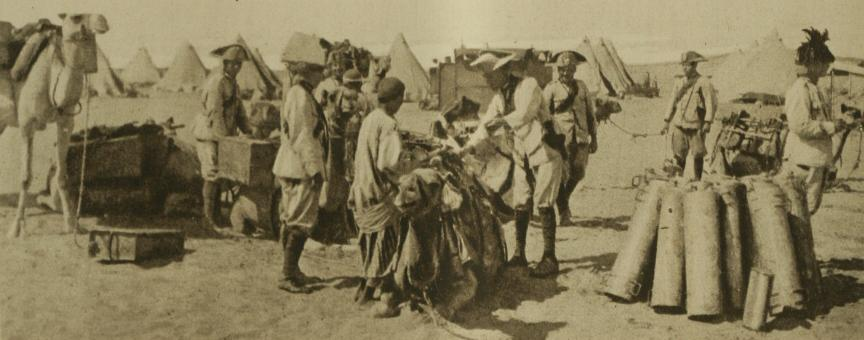
1918年頃、パレスチナ
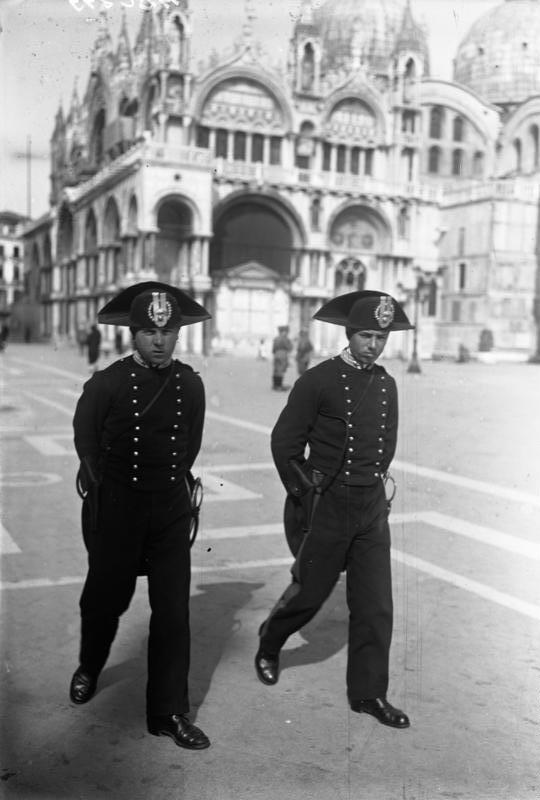
1924年頃、サン・マルコ広場

カラビニエリは19世紀のイタリア王国統一の過程で、警察組織としてだけではなく戦闘組織としても重要な役割を果たした。第一次世界大戦と第二次世界大戦の緒戦に於いても活躍し多くの勲章を授与されたが、代償として多くの戦死傷者を出している。
第二次世界大戦後のイタリアでは、極左、マフィア、ネオファシストによる暴力行為やテロリズムを鎮圧する治安維持作戦の最前線で活躍している。冷戦時代には赤い旅団を筆頭とする対極左テロリスト作戦である「鉛の時代」や第二次マフィア戦争に従事した。
2016年、森林警備隊が解隊され、隊員は全てカラビニエリ隷下の森林・環境・農業保護部隊（Comando unità per la tutela forestale, ambientale e agroalimentare）として吸収された。

## 任務
一般の警察と同等の機能と軍隊としての機能とを併有している。組織管理面において国防省の傘下にあり、軍事任務については国防省の指揮を受ける。警察任務については内務省、環境保護や在外公館の保護などその他の任務については、関連省庁の指揮を受ける。駐日イタリア大使館にも常駐している。

### 対テロ

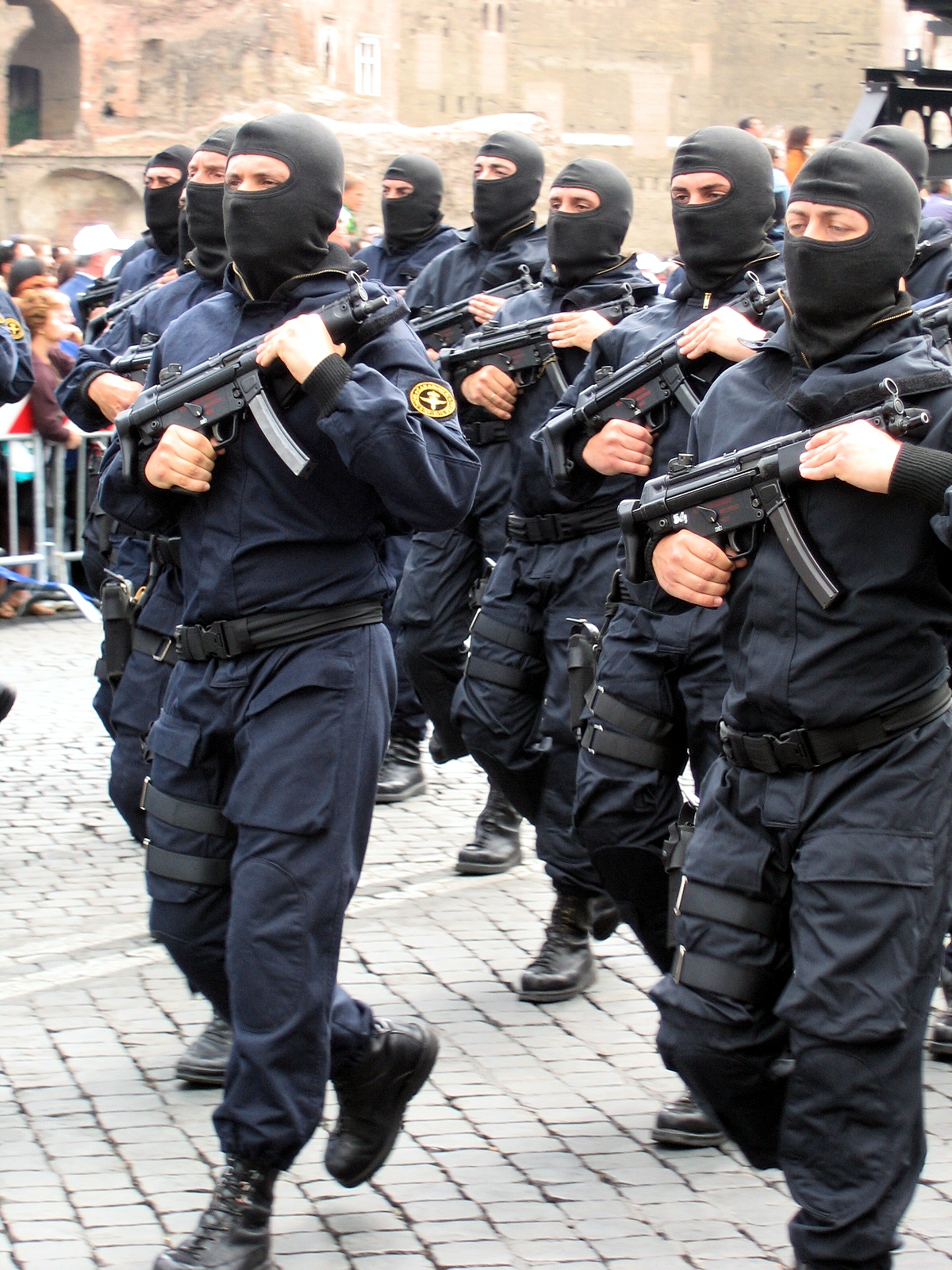
GIS（国家治安警察隊特殊介入部隊）

対テロおよびHRT用の特殊部隊として特殊介入部隊 （GIS：Gruppi di Intervento Speciale）がある。GISは国外にも派遣され、先のイラク戦争においても対テロ作戦に従事している。同様の任務にある部隊として他に内務省・国家警察の治安作戦中央部隊（NOCS）がある。

### PKO
イタリア共和国は、海外での平和維持活動（PKO）にも積極的にカラビニエリを派遣しており、主として当時ユーゴスラビア（現在のセルビア）のコソボ（コソボ・メトヒヤ自治州）、アフガニスタン、イラク等で活動を展開させている。2003年のイラク駐留ではテロ攻撃によって19人の隊員が殉職している。

### 美術品保護
主な活動の一つとして、イタリア国内の美術品の保護も行っている。カラビニエリの一部署である美術遺産保護部隊（Nucleo Tutela Patrimonio Artistico）は、イタリアの財産である美術品・工芸品を保護する活動を専門に行っている。イタリア美術に関する主な活動は、第二次世界大戦後の混乱に乗じた美術品の盗難や密売に対する取り締まりから始まり、現在でも特別な訓練を受けた人員を使った美術品保護―主として密輸出取締や窃盗事件捜査は、内外から高い評価を受けている。

### その他
カラビニエリのコラッツィエリ （Corazzieri）は騎馬部隊であり、イタリア共和国大統領の儀典警護も行っている。また、その他軍事機密の保持、軍事施設の警備等も重要な任務である。その軍律、専門技術などは国民からも高い評価を受けていると言われる。

## 編成・配置

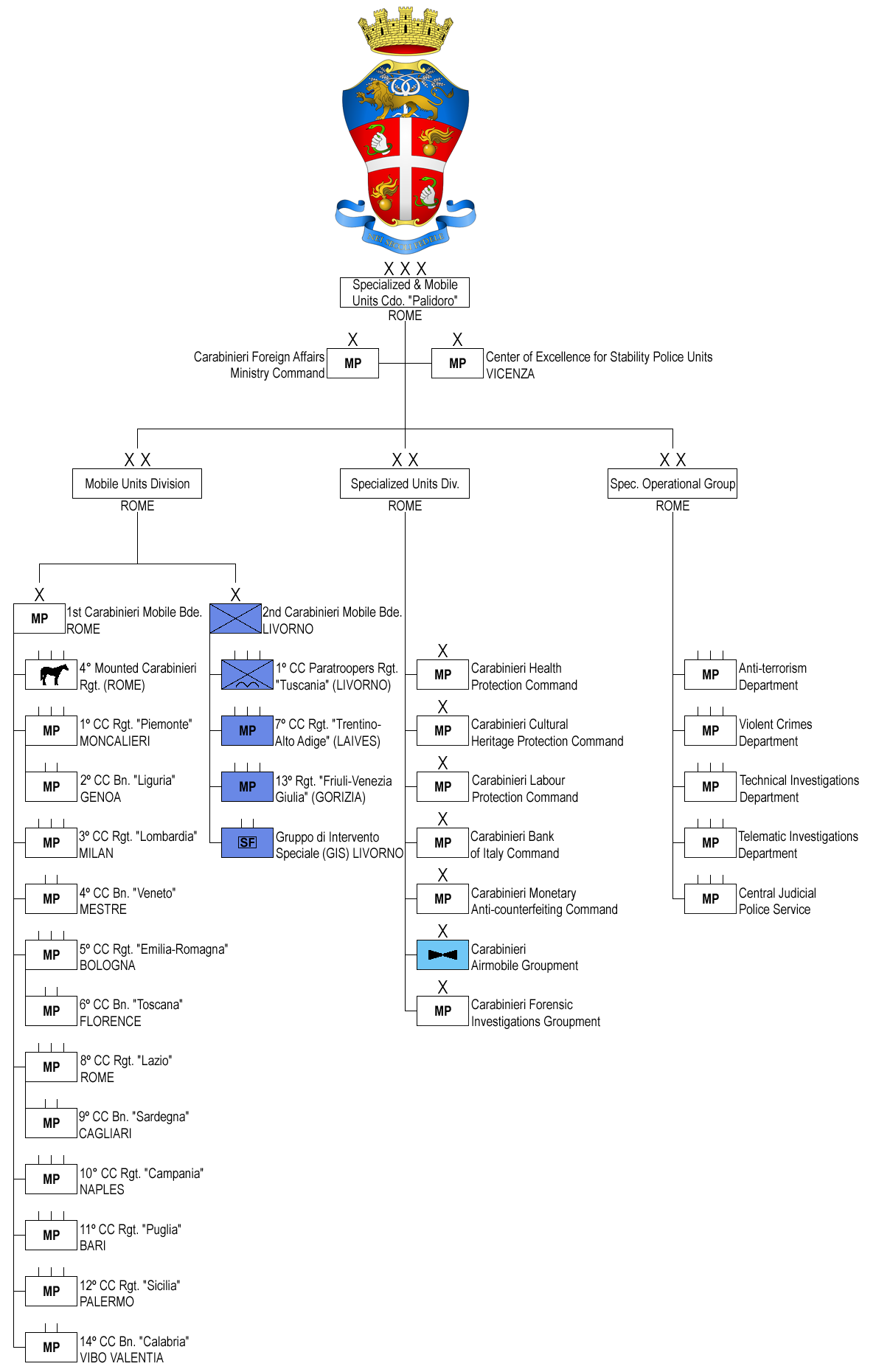
組織図

カラビニエリの最高機関はコマンド （Comando）と呼ばれ、司令官（Comandante Generale、大将）、副司令官（Vice-Comandante Generale、中将）及び参謀本部により構成されている。
地域組織としては、イタリア共和国領内の5300を超える箇所に兵員を配置し、治安活動を行っている。カラビニエリの管轄は地域単位で細分化されており、中将の指揮する5区域、少将の指揮する18地方、准将若しくは大佐の指揮する105県に分かれている。それ以下の単位では、准尉が指揮を行う。
このほか、機動警備部隊として2個部隊が編成されている。1個機動師団（2個機動旅団編成）および1個専門部隊師団、1個作戦群で編成されており、特殊部隊や空挺部隊も含まれている。雑踏警備、暴動鎮圧のような機動隊任務のほか、有事には憲兵および戦闘部隊として投入される。

### 機動警備部隊の編成

#### 機動部隊師団（Divisione Unità Mobili Carabinieri）
ローマに本部を置く。2個機動旅団編制。
- 第1機動旅団（ローマ）
  - 第1カラビニエリ連隊
    - 第2カラビニエリ大隊

  - 第3カラビニエリ連隊
  - 第4カラビニエリ大隊
  - 第5カラビニエリ連隊
    - 第6カラビニエリ大隊

  - 第8カラビニエリ連隊
    - 第9カラビニエリ大隊

  - 第10カラビニエリ連隊
  - 第11カラビニエリ連隊
  - 第12カラビニエリ連隊
  - 第14カラビニエリ大隊
  - 第4カラビニエリ騎兵連隊

- 第2機動旅団（リヴォルノ）
  - 第1カラビニエリ空挺連隊「トゥースカニア」（リヴォルノ）
  - 第7カラビニエリ連隊
  - 第13カラビニエリ連隊
  - 特殊介入部隊「GIS」（リヴォルノ）- 特殊部隊

#### 専門部隊師団（Divisione Unità Specializzate Carabinieri）
ローマに本部を置く。
- イタリア銀行部隊（Comando Carabinieri Banca d'Italia）：金融機関及び現金輸送の警備、偽札摘発など。
- 労働者保護部隊（Comando Carabinieri per la tutela del lavoro）
- 科学捜査部隊（Raggruppamento Carabinieri per le Investigazioni Scientifiche）
- 文化遺産保護部隊（Comando Carabinieri Tutela del Patrimonio Culturale）
- 偽造通貨対策部隊（Comando Carabinieri Antifalsificazione Monetaria）
- 健康保護部隊（Comando Carabinieri per la Tutela della Salute）
- 航空部隊（Raggruppamento Aeromobili Carabinieri）：航空機部隊

#### その他
- コラッツィエリ（騎馬儀仗部隊）
- 森林・環境・農業保護部隊（Comando Unità per la Tutela Forestale, Ambientale e Agroalimentare） - 旧森林警備隊

## 制服・装備
カラビニエリの制服は、19世紀の設立時には伝統を受け継いだ青を基調としたものだったが、現在の制服は黒が基調である（イタリア国家警察は現在も青が基調である）。制服は黒地で、パンツには稲妻を模した赤い側章がある。将校は右肩からたすき掛けにする負革が付いた革ベルトを腰に締め、下士官以下は箱型の弾薬盒（実際の内容物は未詳）を下げた白いバンダリアを左肩からたすき掛けにする。冬季はジャンパー、マントを着用する。夏服は半袖青地シャツだが、弾薬盒付き白色ストラップ、黒地に側章付きパンツを冬季と同様に着用する。制帽は階級によって顎紐の装飾や帽章の色などが異なる。パレードなどで着用する礼装は詰襟ダブルブレストのジャケットで、赤青（軍楽隊は赤白）の羽飾りが付いた三角帽に似た帽子を着用する。このほかにも任務に応じて濃紺色の作業服や陸軍と同様の迷彩服にベレー帽やキャップ、ヘルメットを着用する。
パトロールカーやパトロールバイク、航空機（固定翼・回転翼）、スノーモービル、小型巡視艇を保有するほか、陸軍に準じた軽装甲車や装甲兵員輸送車などの戦闘用装備も保有している。パトカーなど警備車両の配色は、白いルーフ上の青灯・白色灯、黒に近い紺色のボディーに赤いアクセントライン、「CARABINIERI」の白文字で、制服と同系統（黒白赤）である。イタリア国家警察も同じ車種をパトカーに使っているが、こちらは水色地に白のアクセントラインである。
森林・環境・農業保護隊の制服もカラビニエリと同様のデザインに変更されたが、車両や航空機は森林警備隊時代と同じ緑の塗装に「CARABINIERI」の白文字を入れたものを使っている。

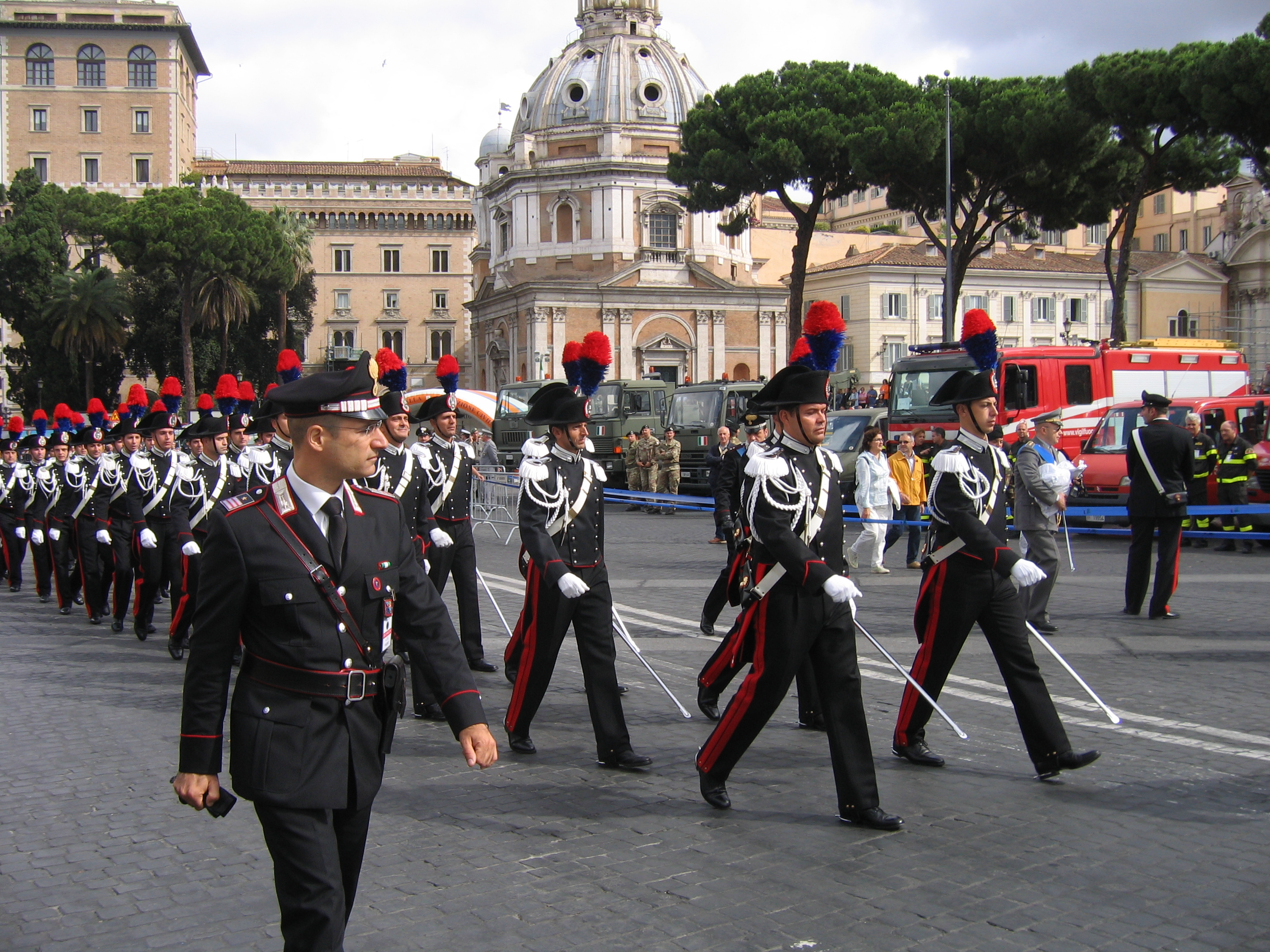
常勤服の将校（手前）と礼装（隊列）
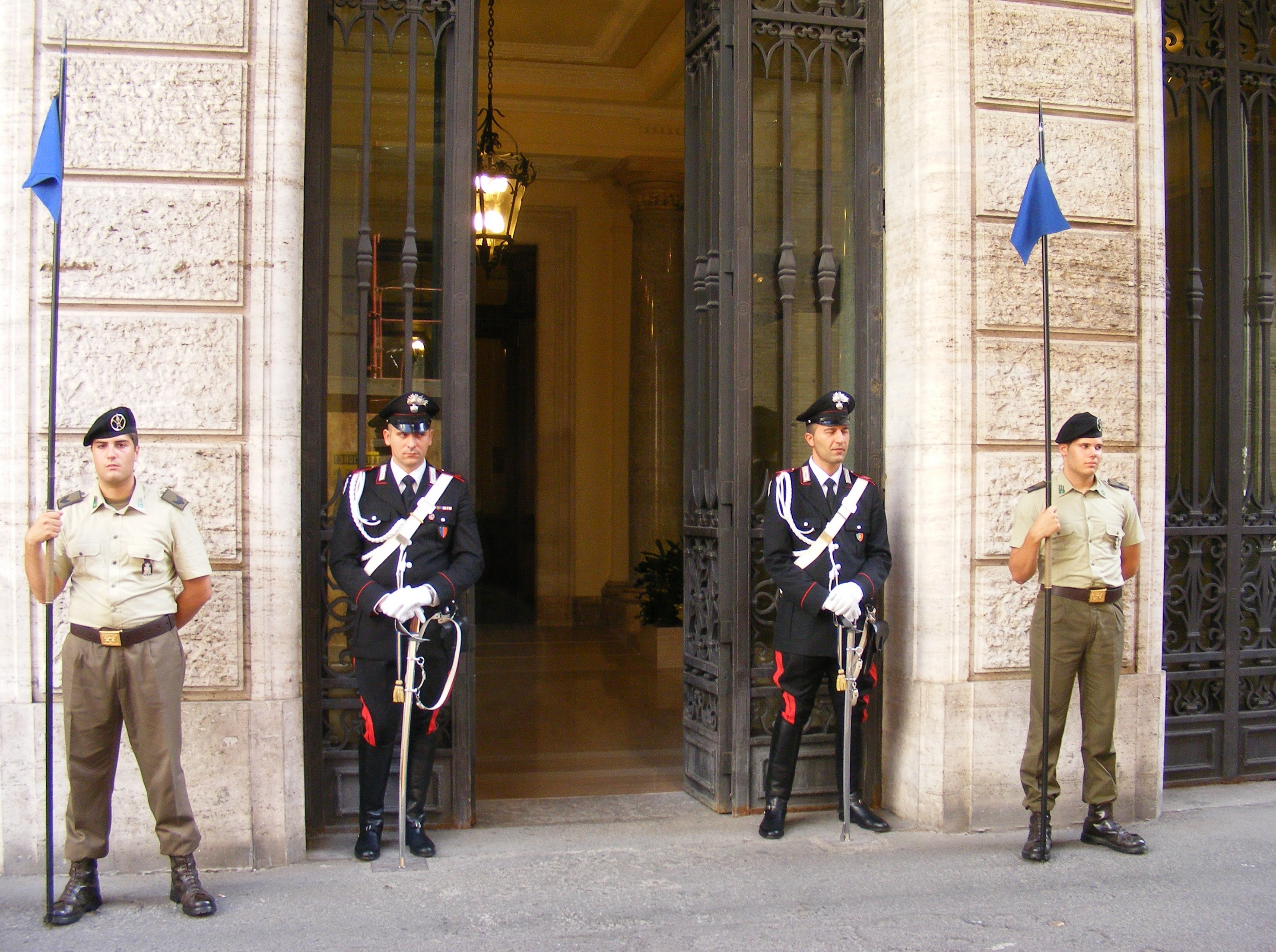
陸軍とともに元老院玄関を警衛（中央の２名）
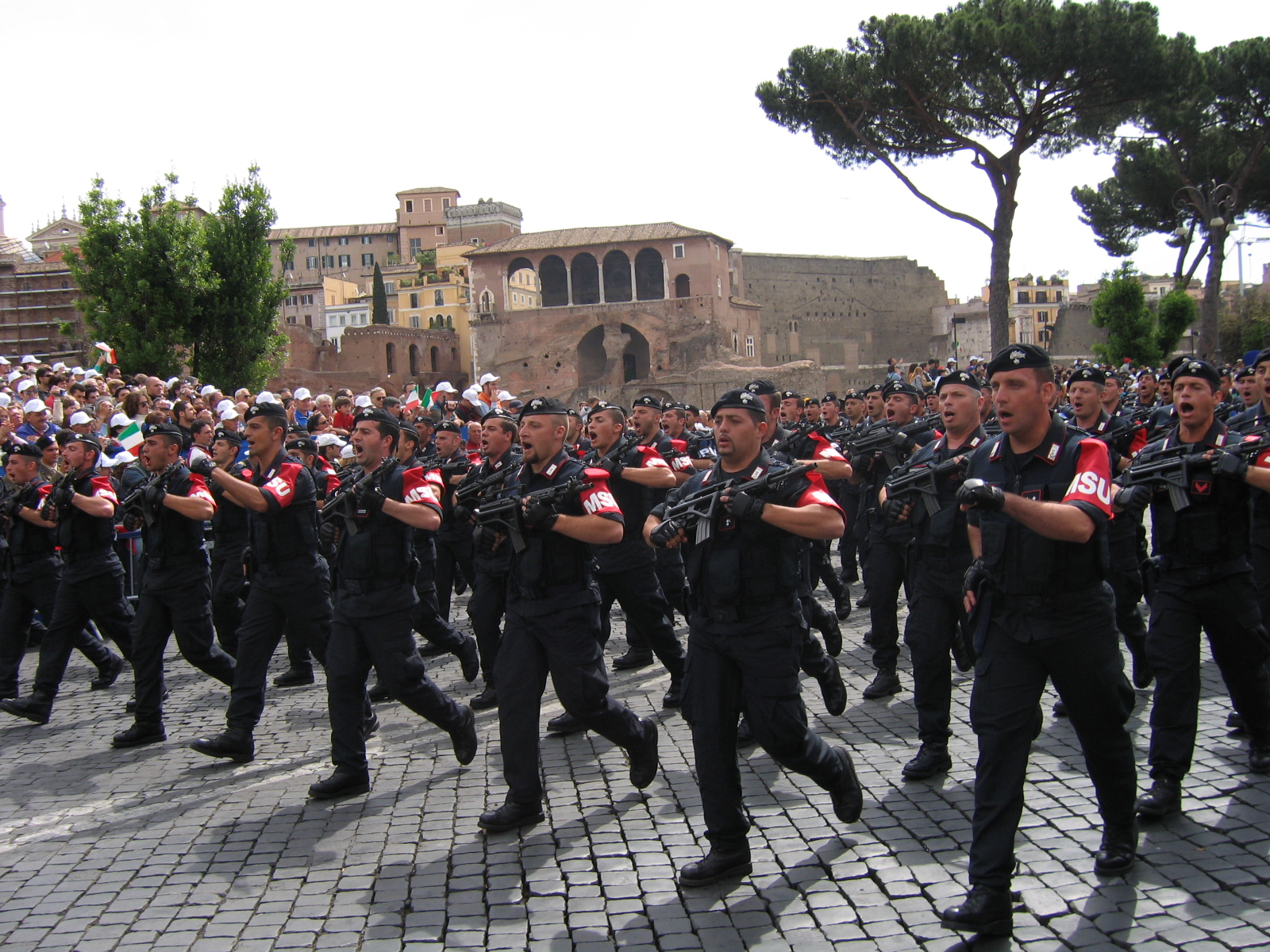
作業服（イラク派遣 MSU IRAQ 連隊）
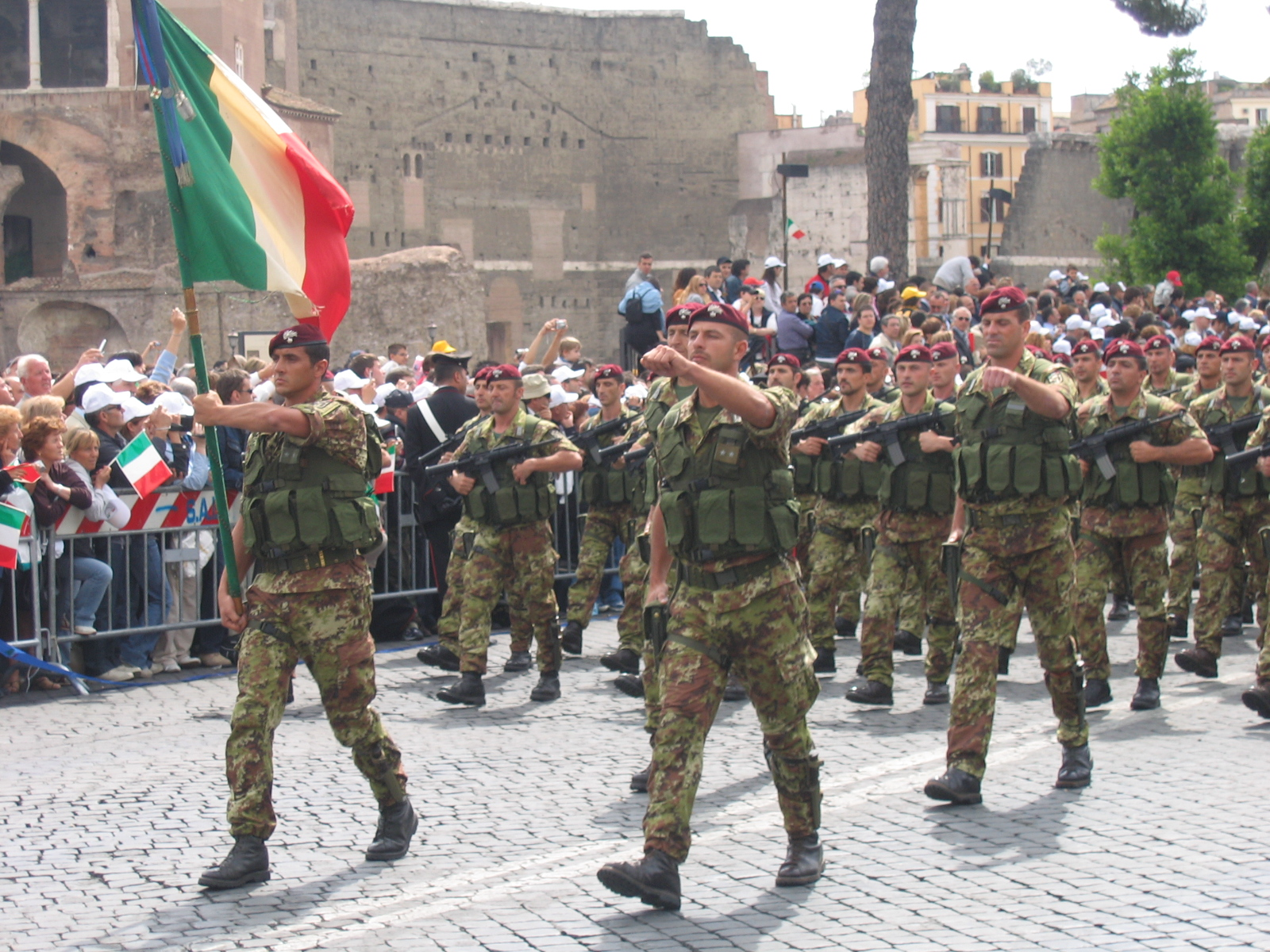
陸軍と同様の迷彩服（第1カラビニエリ空挺連隊）
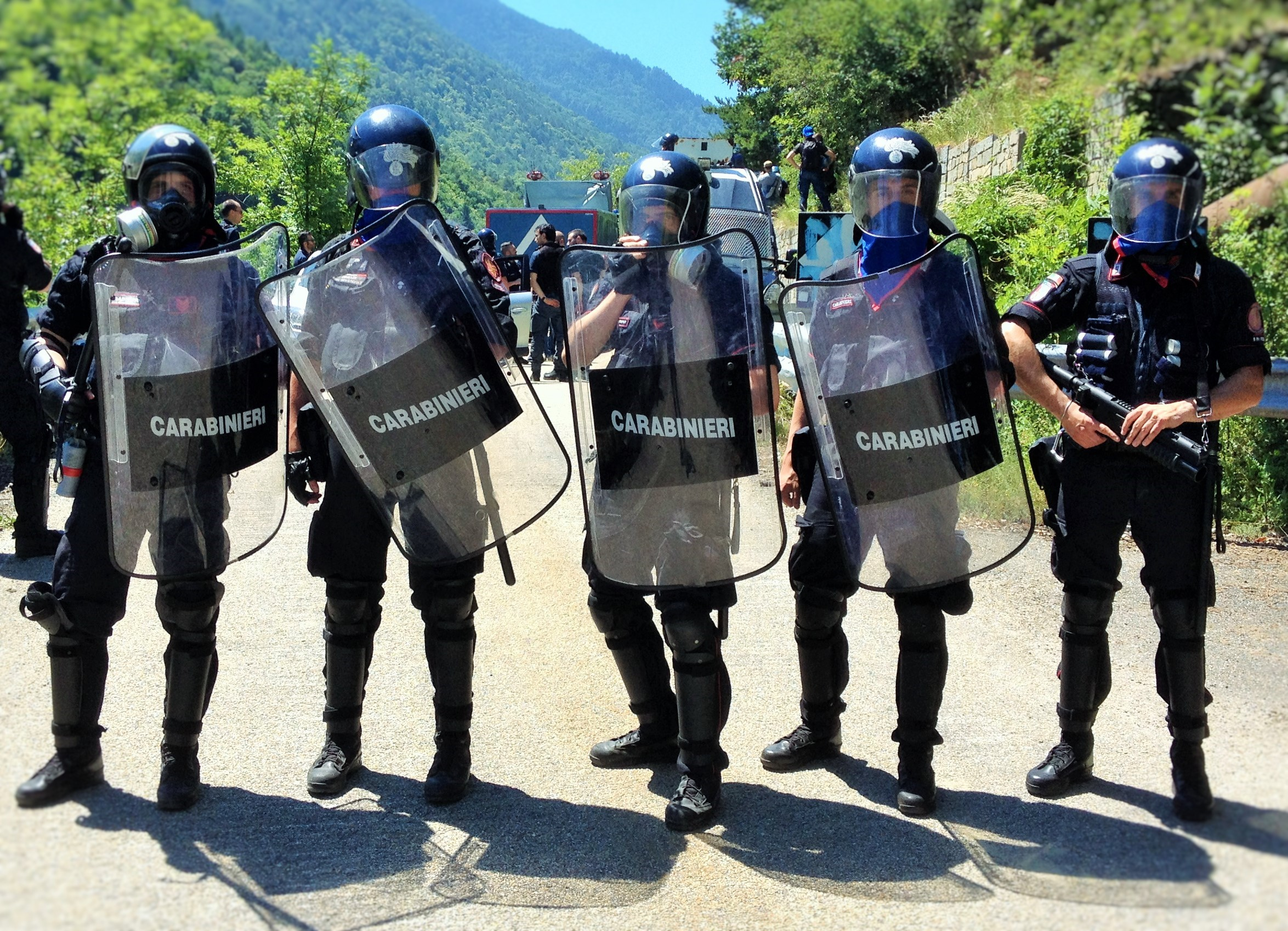
暴徒鎮圧用の装備
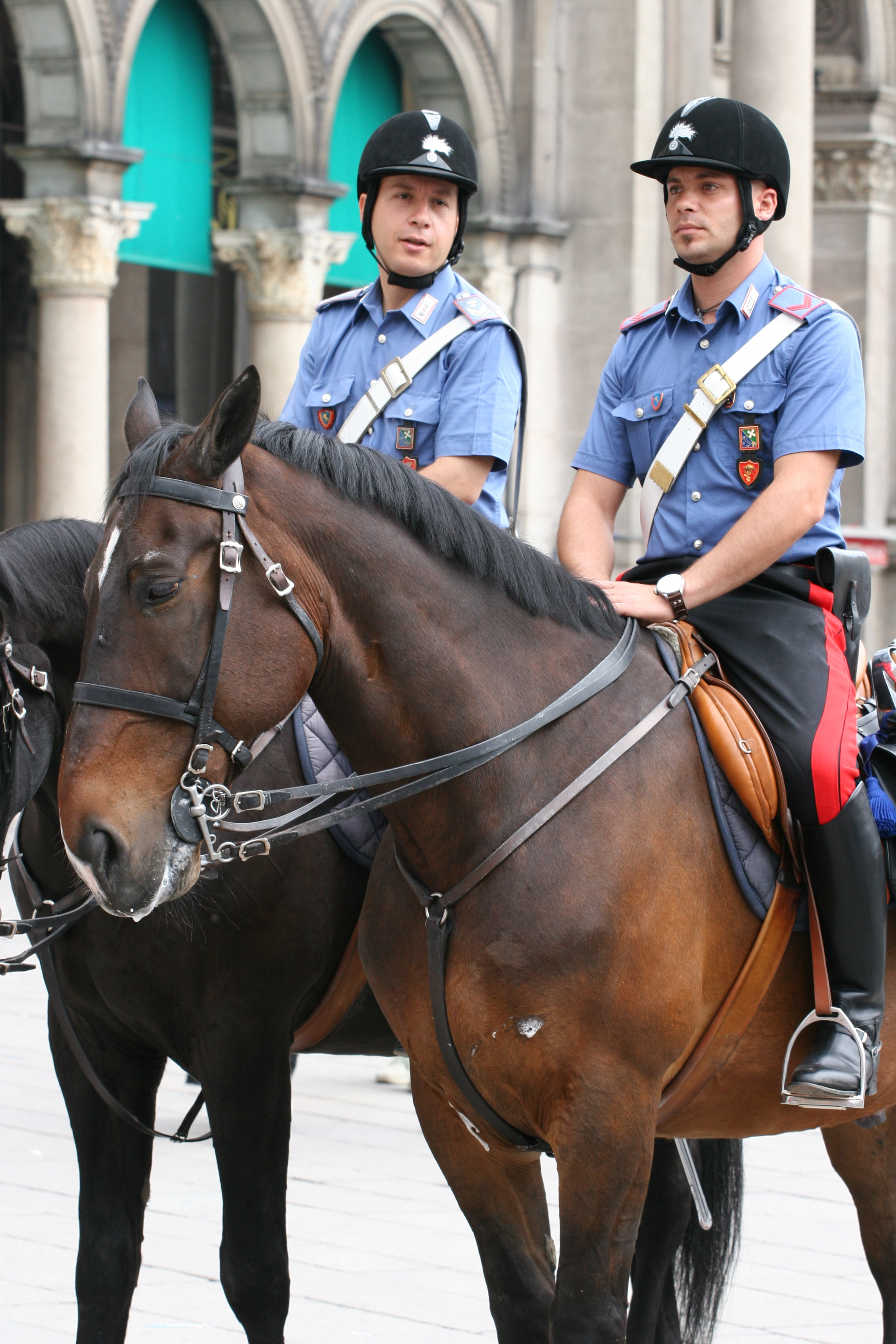
市内をパトロール中の騎馬隊
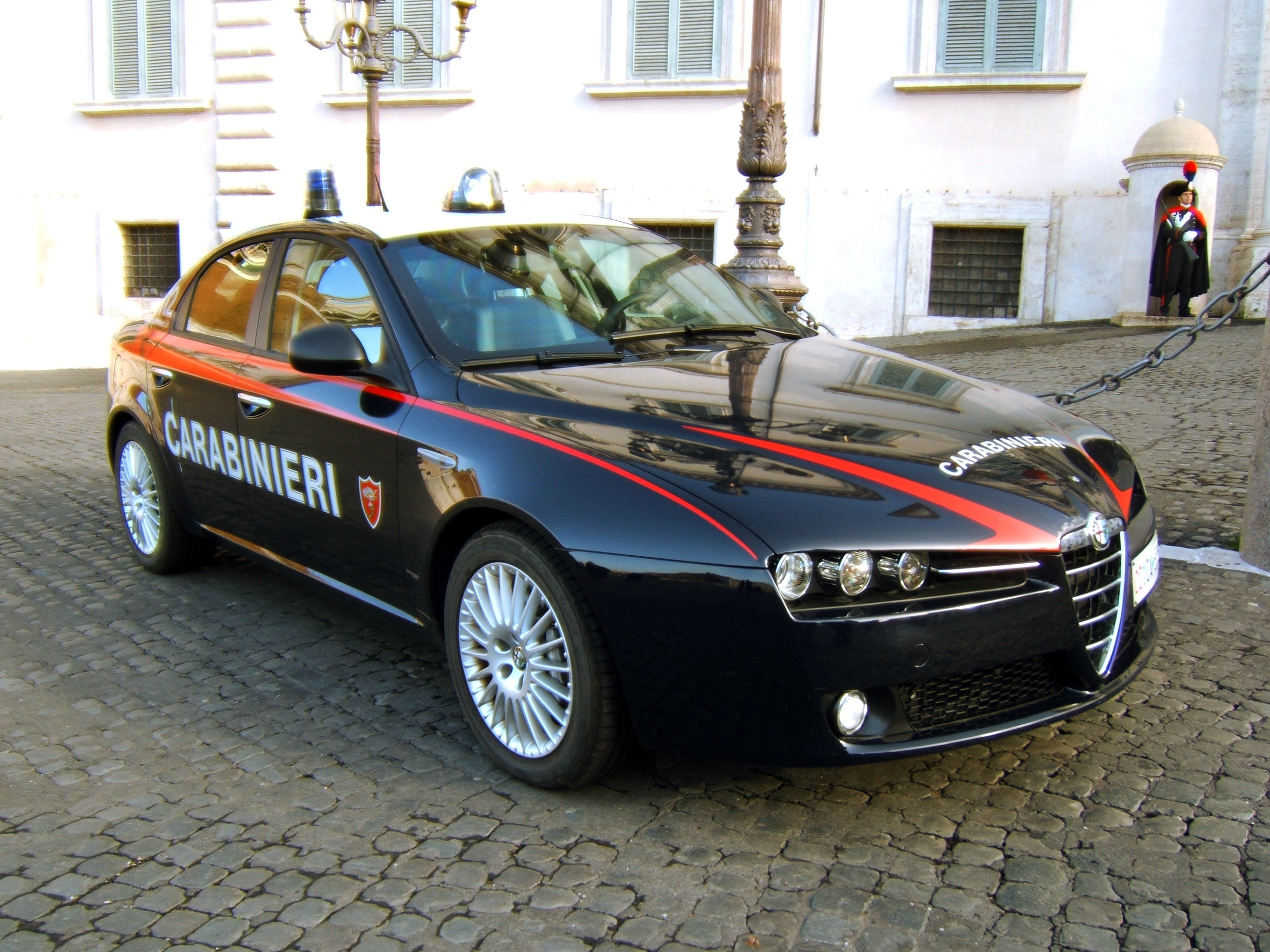
パトロールカー（アルファロメオ・159）
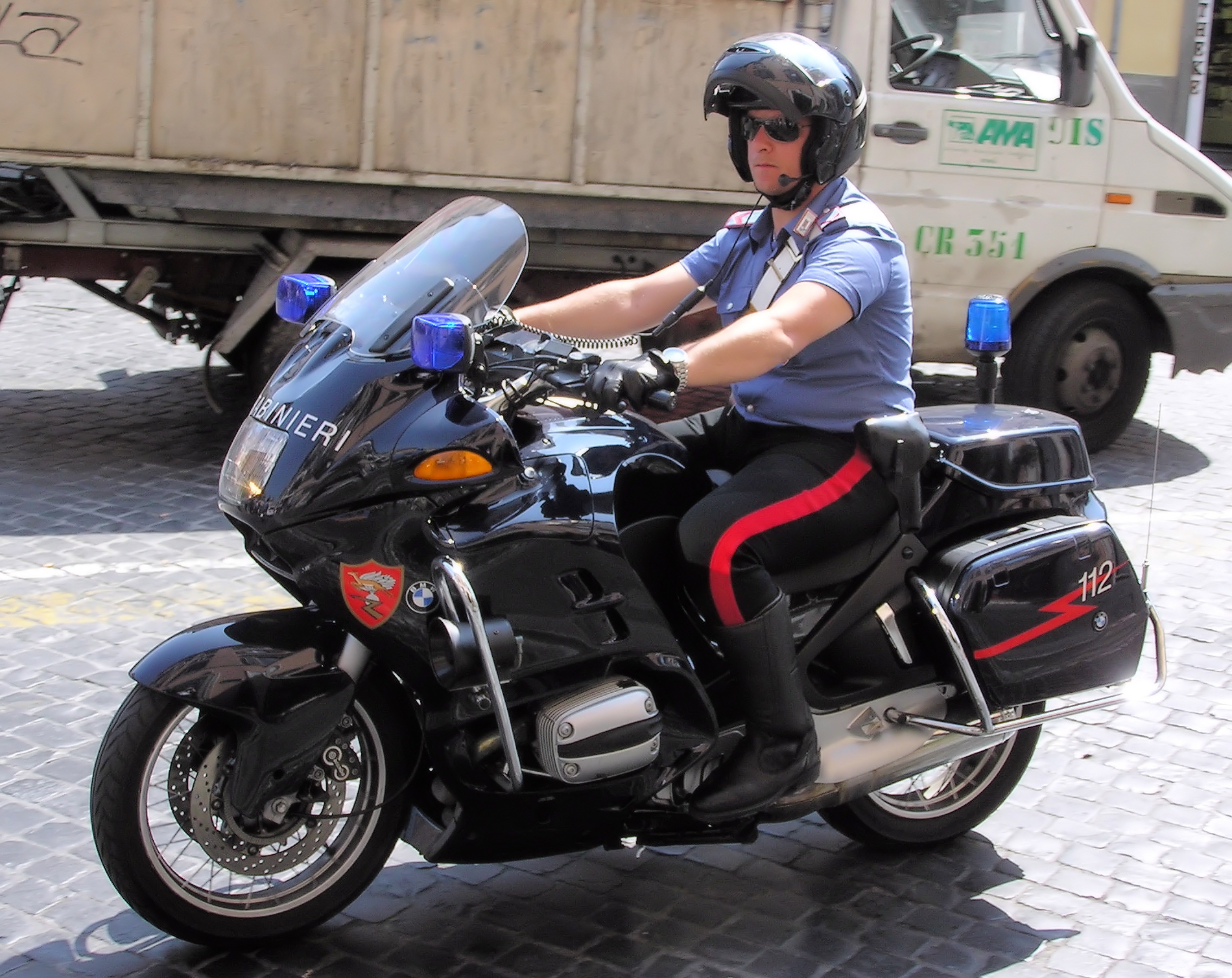
パトロールバイク（BMWR1100RT-P）
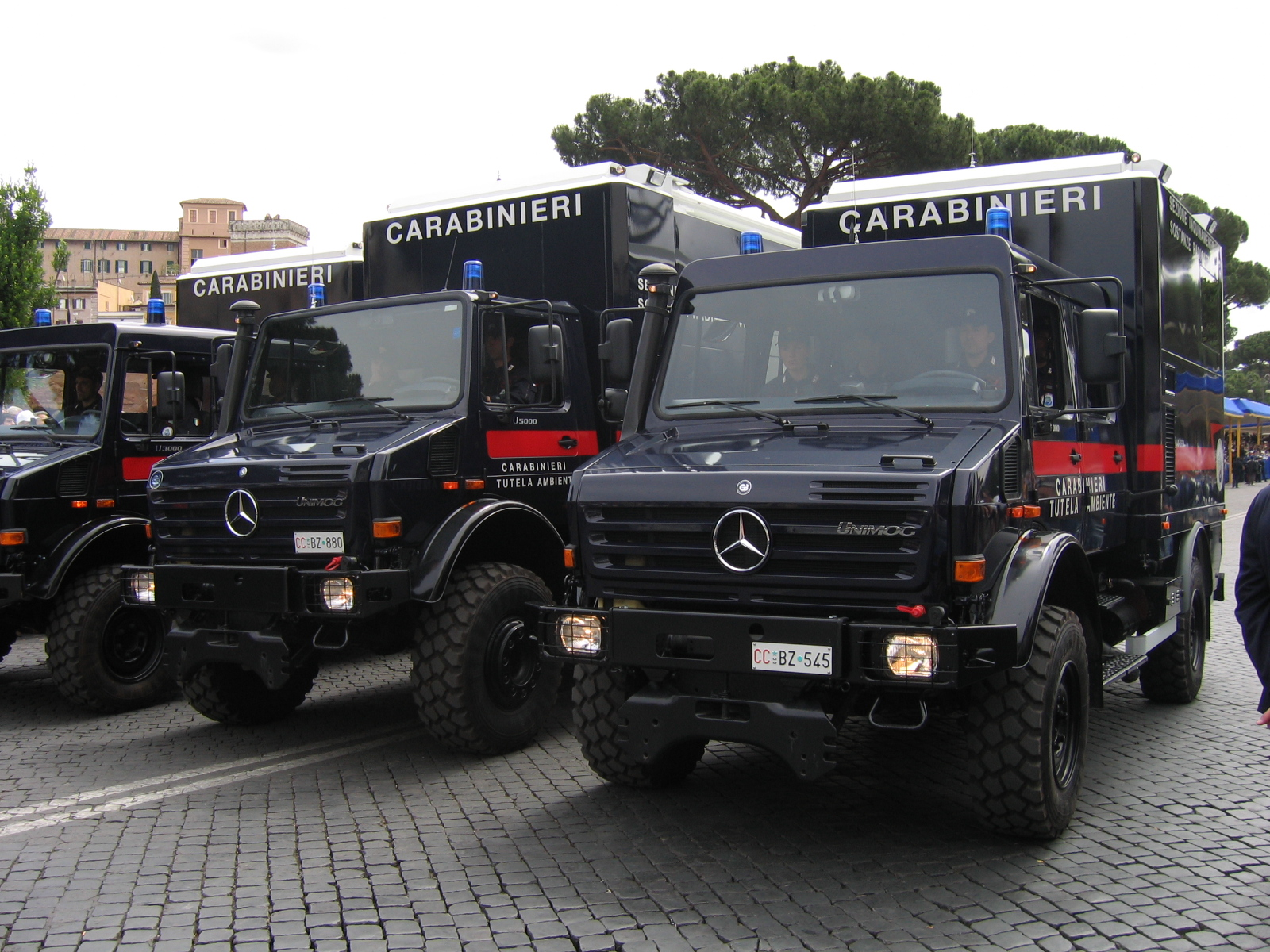
ウニモグNBCR防護車両
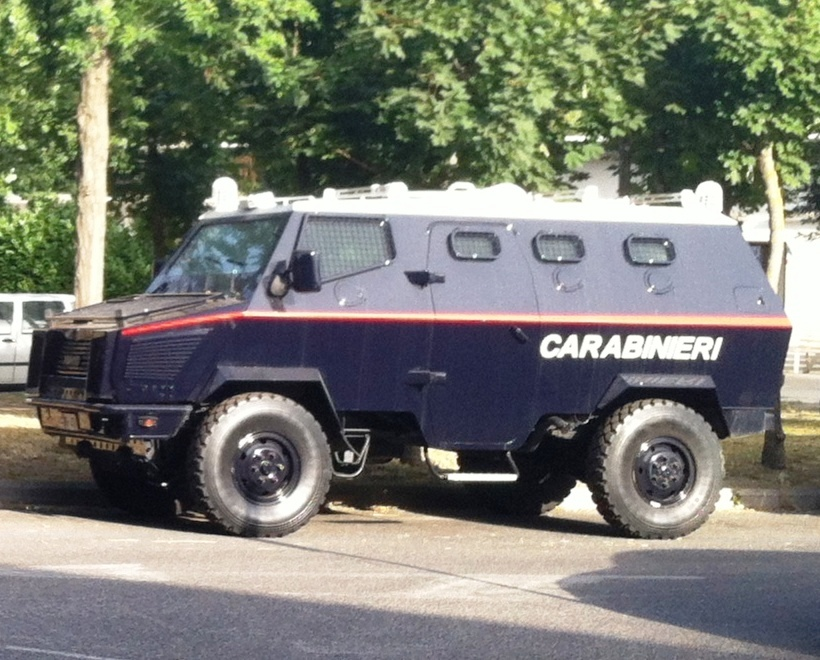
イベコVM90軽装甲車
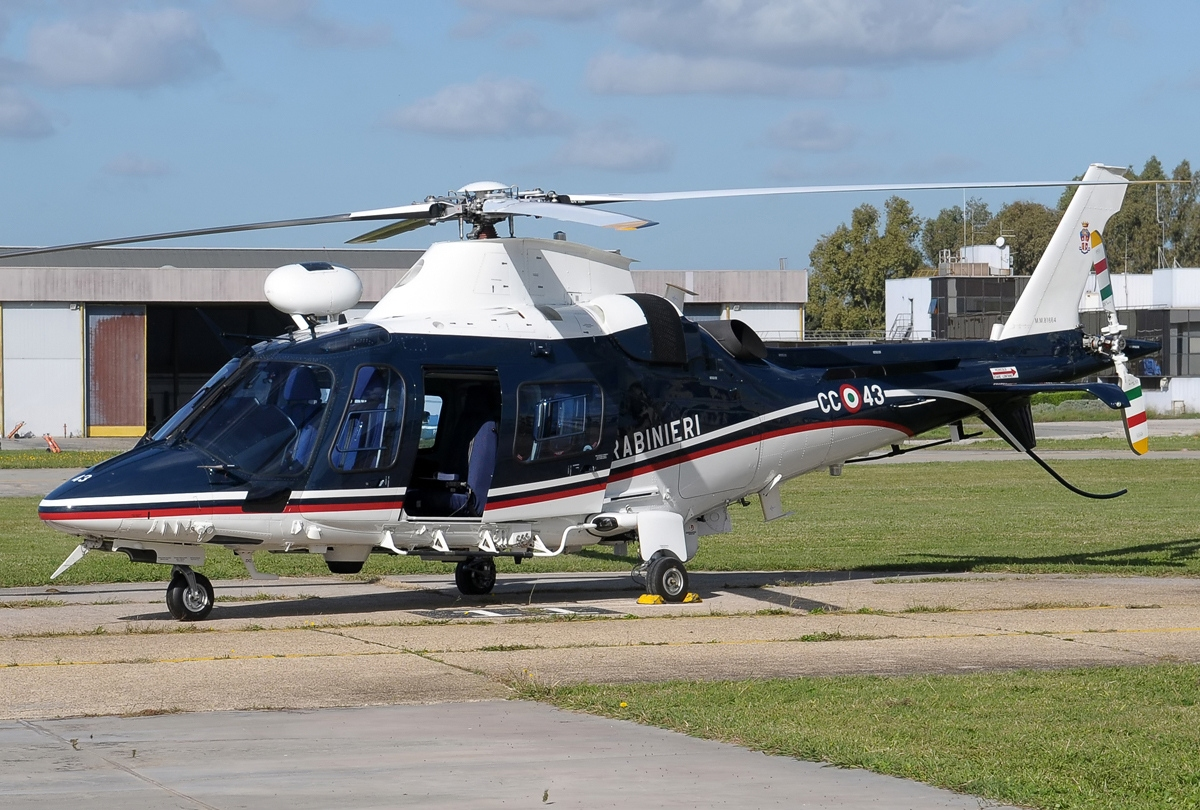
ヘリコプター（アグスタ A109）
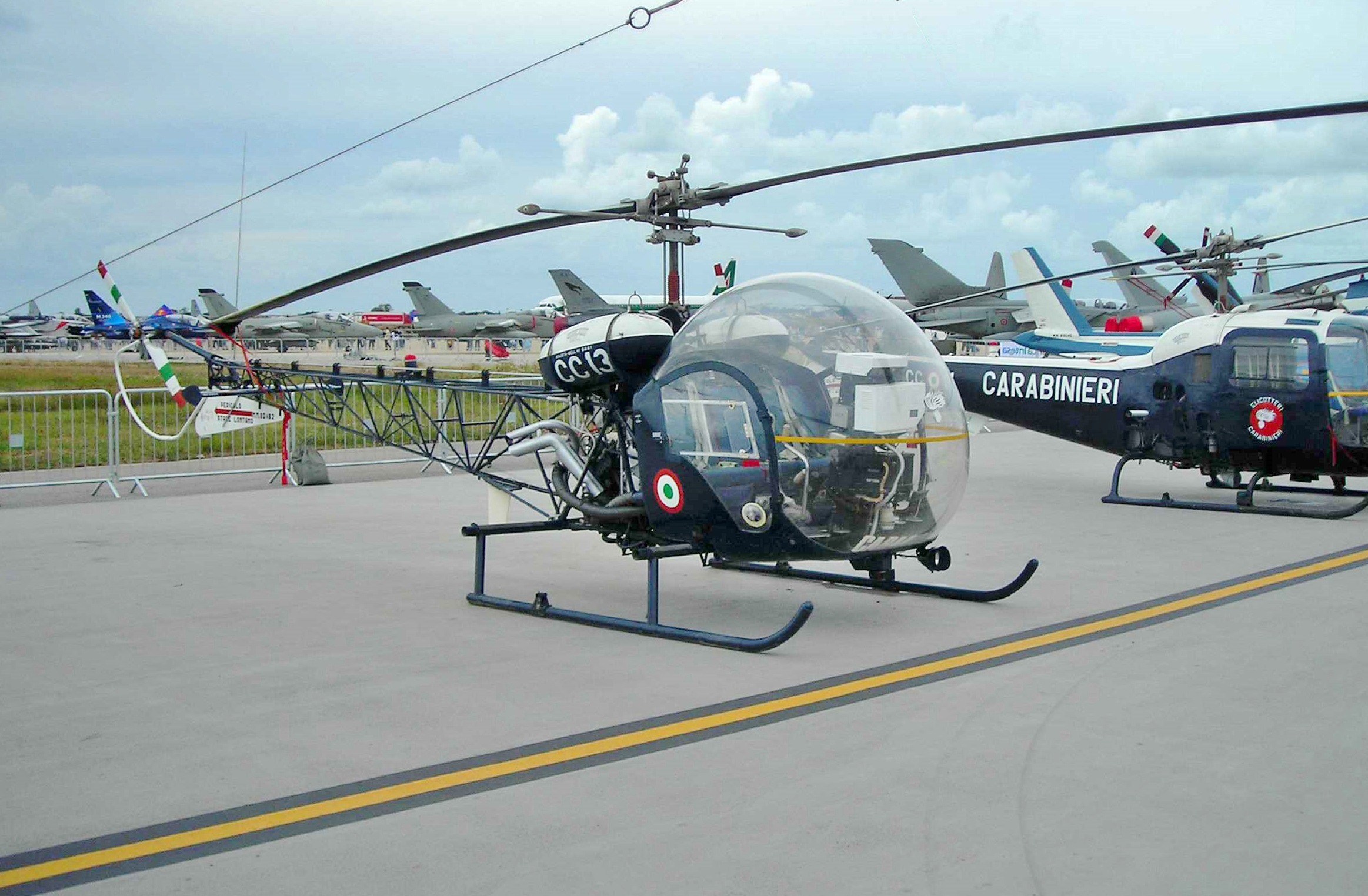
ヘリコプター（ベル47J）

## 階級
| NATO階級符号 | 階級章 | 階級                                                                                | 階級                                          |
| NATO階級符号 | 階級章 | イタリア語                                                                          | 日本語                                        |
| ------------ | ------ | ----------------------------------------------------------------------------------- | --------------------------------------------- |
| n/a          |        | Allievo carabinere                                                                  | 巡査候補生                                    |
| OR-4         |        | Carabiniere                                                                         | 巡査                                          |
| OR-4         |        | Carabiniere scelto                                                                  | 選抜巡査                                      |
| OR-4         |        | Appuntato                                                                           | 巡査長                                        |
| OR-4         |        | Appuntato scelto                                                                    | 選抜巡査長                                    |
| OR-4         |        | Appuntato scelto «Qualifica Speciale»                                               | 特任選抜巡査長                                |
| OR-5         |        | Vicebrigadiere                                                                      | 副警部補                                      |
| OR-6         |        | Brigadiere                                                                          | 警部補                                        |
| OR-7         |        | Brigadiere capo                                                                     | 警部                                          |
| OR-7         |        | Brigadiere capo «Qualifica Speciale»                                                | 特任警部                                      |
| n/a          |        | Allievo maresciallo                                                                 | 准尉候補生                                    |
| OR-8         |        | Maresciallo                                                                         | 三等軍曹                                      |
| OR-8         |        | Maresciallo ordinario                                                               | 二等軍曹                                      |
| OR-9         |        | Maresciallo capo                                                                    | 一等軍曹                                      |
| OR-9         |        | Maresciallo maggiore                                                                | 曹長                                          |
| OR-9         |        | Luogotenente                                                                        | 准尉                                          |
| OR-9         |        | Luogotenente «Carica Speciale»                                                      | 特任准尉                                      |
| OF-D         |        | Allievo ufficiale (At the Military Academy of Modena(2 years))                      | 士官候補生 (陸軍士官学校前期士官候補生)       |
| OF-1         |        | Sottotenente (At the Carabinieri Officer School)                                    | 少尉 (カラビニエリ士官学校後期士官候補生)     |
| OF-1         |        | Tenente (After two years at the Carabinieri Officer School)                         | 中尉 (士官学校卒業後２年以内の場合に限り使用) |
| OF-1         |        | Tenente (Commanding officer)                                                        | 指揮官たる中尉                                |
| OF-2         |        | Capitano                                                                            | 大尉                                          |
| OF-2         |        | Primo Capitano                                                                      | 上級大尉                                      |
| OF-2         |        | Capitano (Serving in higher rank)                                                   | 少佐勤務大尉                                  |
| OF-3         |        | Maggiore                                                                            | 少佐                                          |
| OF-3         |        | Maggiore (Commanding officer)                                                       | 指揮官たる少佐                                |
| OF-3         |        | Maggiore (Serving in higher rank)                                                   | 中佐勤務少佐                                  |
| OF-4         |        | Tenente Colonnello                                                                  | 中佐                                          |
| OF-4         |        | Tenente Colonnello (Commanding officer)                                             | 指揮官たる中佐                                |
| OF-4         |        | Tenente Colonnello (Serving in higher rank)                                         | 大佐勤務中佐                                  |
| OF-5         |        | Colonnello (Honorary rank)                                                          | 名誉大佐                                      |
| OF-5         |        | Colonnello                                                                          | 大佐                                          |
| OF-5         |        | Colonnello (Commanding officer)                                                     | 指揮官たる大佐                                |
| OF-5         |        | Colonnello (Serving in higher rank)                                                 | 准将勤務大佐                                  |
| OF-6         |        | Generale di Brigata                                                                 | 准将                                          |
| OF-6         |        | Generale di Brigata (Serving in higher rank)                                        | 少将勤務准将                                  |
| OF-7         |        | Generale di Divisione (Honorary rank)                                               | 名誉少将                                      |
| OF-7         |        | Generale di Divisione                                                               | 少将                                          |
| OF-7         |        | Generale di Divsione (Serving in higher rank)                                       | 中将勤務少将                                  |
| OF-8         |        | Generale di Corpo d'Armata                                                          | 中将                                          |
| OF-8         |        | Generale di Corpo d'Armata former Vicecomandante generale dell'Arma dei Carabinieri | 元カラビニエリ副司令官たる中将                |
| OF-8         |        | Generale di Corpo d'Armata Vicecomandante generale dell'Arma dei Carabinieri        | カラビニエリ副司令官たる中将                  |
| OF-9         |        | Generale di Corpo d'Armata Comandante generale dell'Arma dei Carabinieri            | カラビニエリ司令官たる中将                    |

## 関連文献

### 登場作品
- 「Caccia al ladro d'autore」（イタリア放送協会制作　1984年） - 文化遺産保護部隊の大尉をジュリアーノ・ジェンマが演じたTVドラマ。「秘宝を追え! ―イタリア特捜警察―」としてNHKで放送された。カラビニエリに向けての制作協力謝辞（イタリア語でのスペシャルサンクス）がスタッフロールに記されている。
- S.A.S. 英国特殊部隊（ITV (イギリス)制作　2002年）SASを描いたテレビドラマ。シーズン3「Class of 1980」（邦題：デット・リミット）にて、ロンドンのイタリア領事館で警備に当たっているシーンがある。
- GUNSLINGER GIRL - 日本の漫画、アニメーション作品。主要登場人物である、ジョゼ・ジャン兄弟は元カラビニエリという設定。
- ジェラテリーアとカラビニエーリ - オノ・ナツメ作の短編で、短編集「Danza」に収録。アイスクリーム店の前で立哨につくカリビニエリ兵士と、その上官である准尉の話。
- ヘヴン (映画) - 2002年制作の映画。
- 007 慰めの報酬 - 2008年制作の映画。
- 天使と悪魔（映画）
- インフェルノ (2016年の映画)